# Аль-Аркам ибн Абу аль-Аркам
Абу́ Абдулла́х аль-Арка́м ибн Абу́ аль-Арка́м аль-Махзуми (араб. الأرقم بن أبي الأرقم‎; ум. 673) — ближайший сподвижник пророка Мухаммеда. Настоящее имя Абд Мана́ф ибн А́сад ибн Абдулла́х.

## Биография
Родился в Мекке. Принадлежал к богатому и влиятельному мекканскому клану махзумитов. Согласно источникам, он умер в 673 или 675 году, прожив более 80 лет. Следовательно, он родился около 594 года.
На протяжении всей своей жизни Аркам всегда защищал слабых и нуждающихся, был последовательным сторонником справедливости. Отличался своей набожностью и аскетизмом. Его имя упоминается ещё среди участников «Конфедерации добродетельных» (Хильф аль-фудул). Аль-Аркам был в числе первых, принявших ислам, приблизительно в 17-18 лет.
Дом аль-Аркама (араб. دار الأرقم‎ Дар аль-Аркам) к востоку от холма Сафа стал первым центром мусульман Мекки. Здесь первые мусульмане собирались на свои собрания, читали Коран и совершали совместные молитвы. Пророк Мухаммед переехал сюда и жил на протяжении некоторого времени. В период, когда мекканские многобожники подвергали мусульман жестоким пыткам и издевательствам, дом Аркама был единственным местом, где мусульмане могли поделиться между собой своими проблемами. Там они могли встречаться с Пророком и тайно совершать молитвы. В этом доме принимали ислам такие известные сподвижники Пророка, как Умар, Хамза, Аммар, Мусаб, Сухайб и многие другие. После принятия ислама Умаром мусульмане впервые вышли из дома Аркама и открыто совершили молитву у священного храма Каабы.
Аль-Аркам был в числе первых мусульман, совершивших переселение (хиджра) в Медину. Там он принял участие в создании и укреплении мусульманского государства. Он принял участие в битвах при Бадре, Ухуде, Хандаке и других сражениях. Он также был грамотным человеком и был в числе секретарей Пророка, записывал ниспосылаемые пророку Мухаммаду Откровения.